# Південний Дублін (графство)
Південний Дублін (англ. South Dublin, ірл. Áth Cliath Theas) — адміністративне графство на сході Ірландії. 
Було утворене 1 січня 1994 року з частини традиційного графства Дублін в провінції Ленстер на території Республіки Ірландії. Столиця та найбільше місто — Таллахт.

## Найбільші міста (2011)
- Таллахт (71,504)
- Клондалкін (45,165)
- Лукан (37,622)

| Ірландія | Це незавершена стаття з географії Ірландії. Ви можете допомогти проєкту, виправивши або дописавши її. |